# On the Run
«On the Run» es la tercera canción compuesta por Roger Waters y David Gilmour, grabada y publicado por la banda de rock progresivo Pink Floyd, lanzado el 1 de marzo de 1973, como parte del álbum The Dark Side of the Moon.

## Contexto
Su nombre original era «The Travel Sequence» (La secuencia de viaje), un composición de sonido electrónico, generado por sintetizador, con la intención de dar una sensación de movimiento. En este tema es donde más ventaja se ha sacado a las posibilidades que brindaba el synthi-A, patrones de sonido eran pregrabados y reproducidos unos sobre otros; hasta el hi-hat de fondo fue creado con sintetizador. Sobre las bases electrónicas se escucha un locutor anunciando una lista de salidas de vuelos, y la guitarra de David Gilmour, que simula las turbinas de un avión.
Este tema trata del miedo a la muerte y el miedo a volar simultáneamente. Los integrantes de la banda han declarado en varias oportunidades su miedo a volar. La frase «live for today, gone tomorrow, that's me», algo así como «vivo hoy, no me preocupo por mañana, ese soy yo», es de Roger The Hat, en respuesta a «¿Le tienes miedo a la muerte?».

## Créditos
Pink Floyd
- Roger Waters, bajo y sintetizador VCS3.
- David Gilmour, guitarra, synthi-A y cabina Leslie.

Otros participantes
- Roger The Hat, voz.
- Peter James, pasos.